# Ödön Zombori
Ödön Zombori (22. září 1906 Senta, Maďarsko – 29. listopadu 1989 Budapešť, Maďarsko) byl maďarský zápasník na vrcholné úrovni reprezentující v obou stylech. Větších úspěchů dosáhl ve volném stylu.
Na třech olympijských hrách nastoupil do čtyř turnajů. V roce 1928 na hrách v Amsterodamu obsadil 5. místo v zápase řecko-římském v bantamové váze. V roce 1932 na hrách v Los Angeles nastoupil do bojů o medaile v obou stylech. V řecko-římském nastoupil v pérové váze a byl vyřazen ve druhém kole. Dařilo se mu však ve volném stylu, kde vybojoval v bantamové váze stříbrnou medaili. O čtyři roky později na hrách v Berlíně vybojoval ve stejné kategorii příčku nejvyšší a stal se olympijským šampiónem.
Na mistrovstvích Evropy vybojoval tři zlaté, jednu stříbrnou a jednu bronzovou medaili.
Během druhé světové války se usadil v Argentině a v roce 1956 byl na hrách v Melbourne trenérem argentinské olympijské volnostylařské reprezentace. Později se přestěhoval do Los Angeles, kde ovšem nemohl vykonávat práci trenéra, neboť nedisponoval potřebným vzděláním. V roce 1985 se přestěhoval nazpět do Maďarska, kde v roce 1989 umírá.
Zápasu se věnoval také jeho starší bratr Gyula Zombori.